# Trichopteryx fasciata
Trichopteryx fasciata är en fjärilsart som beskrevs av Louis Beethoven Prout 1901. Trichopteryx fasciata ingår i släktet Trichopteryx och familjen mätare. Inga underarter finns listade i Catalogue of Life.